# Unipol Forum
Unipol Forum, voorheen Mediolanum Forum is een indoor sport-arena gelegen in de Italiaanse gemeente Assago, dicht bij Milaan. De arena heeft een zit-capaciteit van 12.000 personen en wordt vooral gebruikt voor ijshockey, basketbal, tennis en concerten. In de arena speelt de professionele basketclub Pallacanestro Olimpia Milano zijn thuiswedstrijden.
Sinds 2011 is de arena te bereiken via het naastgelegen Assago Milanofiori Forum metrostation, onderdeel van lijn 2 van de metro van Milaan.